# My Conception
 (mai 2020).
Albums de Sonny Clark
Blues in the Night
(1958) Leapin' and Lopin'
(1961)
My Conception est un album du pianiste de jazz américain Sonny Clark, enregistré pour le label Blue Note où il est accompagné de Donald Byrd, Hank Mobley, Paul Chambers et Art Blakey.
Il est initialement publié en 1979 au Japon avec six pistes enregistrées en mars 1959, dont une prise alternative de Royal Flush, apparue sur Cool Struttin'.
La réédition limitée de 2000 en CD inclut également trois pistes supplémentaires enregistrées à l'origine pour Sonny Clark Quintets, un album qui n'a jamais vu le jour jusqu'à sa sortie plus tard uniquement au Japon.

## Liste des titres
Toutes les chansons sont écrites et composées par Sonny Clark.
| A1. | Junka         | 7:29 |
| A2. | Blues Blue    | 7:16 |
| A3. | Minor Meeting | 6:45 |

| B1. | Royal Flush     | 6:59 |
| B2. | Some Clark Bars | 6:17 |
| B3. | My Conception   | 4:45 |

| Pistes supplémentaires, réédition CD (Blue Note, Europe, États-Unis, 2000) | Pistes supplémentaires, réédition CD (Blue Note, Europe, États-Unis, 2000) | Pistes supplémentaires, réédition CD (Blue Note, Europe, États-Unis, 2000) | Pistes supplémentaires, réédition CD (Blue Note, Europe, États-Unis, 2000) | Pistes supplémentaires, réédition CD (Blue Note, Europe, États-Unis, 2000) | Pistes supplémentaires, réédition CD (Blue Note, Europe, États-Unis, 2000) | Pistes supplémentaires, réédition CD (Blue Note, Europe, États-Unis, 2000) | Pistes supplémentaires, réédition CD (Blue Note, Europe, États-Unis, 2000) | Pistes supplémentaires, réédition CD (Blue Note, Europe, États-Unis, 2000) | Pistes supplémentaires, réédition CD (Blue Note, Europe, États-Unis, 2000) |
| No                                                                         | Titre                                                                      | Durée                                                                      |                                                                            |                                                                            |                                                                            |                                                                            |                                                                            |                                                                            |                                                                            |
| -------------------------------------------------------------------------- | -------------------------------------------------------------------------- | -------------------------------------------------------------------------- | -------------------------------------------------------------------------- | -------------------------------------------------------------------------- | -------------------------------------------------------------------------- | -------------------------------------------------------------------------- | -------------------------------------------------------------------------- | -------------------------------------------------------------------------- | -------------------------------------------------------------------------- |
| 7.                                                                         | Minor Meeting (First version)                                              | 6:51                                                                       |                                                                            |                                                                            |                                                                            |                                                                            |                                                                            |                                                                            |                                                                            |
| 8.                                                                         | Eastern Incident                                                           | 8:12                                                                       |                                                                            |                                                                            |                                                                            |                                                                            |                                                                            |                                                                            |                                                                            |
| 9.                                                                         | Little Sonny                                                               | 6:32                                                                       |                                                                            |                                                                            |                                                                            |                                                                            |                                                                            |                                                                            |                                                                            |
| 60:57                                                                      |                                                                            |                                                                            |                                                                            |                                                                            |                                                                            |                                                                            |                                                                            |                                                                            |                                                                            |

## Membres du groupe
- Donald Byrd : trompette
- Hank Mobley : saxophone ténor
- Sonny Clark : piano
- Paul Chambers : contrebasse
- Art Blakey : batterie

### Musiciens additionnels
sur les morceaux 7 à 9 (réédition CD, 2000)
- Kenny Burrell : guitare
- Clifford Jordan : saxophone ténor
- Pete La Roca : batterie

### Chroniques
- (en) Bill Shoemaker, « Sonny Clark: My Conception », sur JazzTimes, 1er juin 2000 (consulté le 24 juin 2020)
- (en) Marc Myers, « Sonny Clark: My Conception », sur JazzWax.com, 29 mai 2019 (consulté le 24 juin 2020)